# Casa Agustí Bricall
La Casa Agustí Bricall és un edifici de Cerdanyola del Vallès (Vallès Occidental) inclòs a l'Inventari del Patrimoni Arquitectònic de Catalunya.

## Descripció
És un edifici aïllat, situat a la cantonada amb el carrer Jacint Verdaguer, elevat respecte del nivell del carrer i envoltat de jardí. Presenta una planta quadrangular, amb planta baixa i pis, i coberta de teula a dos vessants. L'accés principal a la casa es realitza a través d'un porxo amb pilar angular i incorporat al volum de l'edifici. Els arcs de les finestres són carpanells. Són molt remarcables els esgrafiats noucentistes, de tema floral.
A la part posterior de l'edifici hi ha un cos sobresortint, de planta baixa i terrassa a nivell del primer pis.

## Història
El xalet Guillén va ser bastit l'any 1925 d'acord amb les pautes estilístiques del noucentisme. (Datació per font)